# Usaburo Hidaka
Usaburo Hidaka, är en japansk tidigare fotbollsspelare.